# Урі Сегал
Уріель Сегал (івр. אורי סגל; нар. 7 березня 1944, Єрусалим) — ізраїльський диригент.

## Біографія
Навчався в Єрусалимі і Лондоні. Отримав перше міжнародне визнання, вигравши в 1969 році Міжнародний конкурс диригентів імені Дімітріса Мітропулоса, після чого в сезоні 1969—1970. був помічника  Леонарда Бернстайна в Нью-Йоркському філармонійному оркестрі. 
Потім успішно працював в Європі, виступаючи з такими колективами, як Англійський камерний оркестр, Оркестр романської Швейцарії, Берлінський філармонічний оркестр, оркестр Концертгебау та ін. 
У 1969-1974 роках очолював оркестр Philharmonia Hungarica. У 1972 році керував гастролями Симфонічного оркестру Штутгартського радіо в Польщі, які стали першим післявоєнним виступом західнонімецького оркестру в цій країні. 
У 1978-1980 роках очолював Ізраїльський камерний оркестр і в 1980-1982 роках Борнмутський симфонічний оркестр. Надалі більшою мірою працював у США, керуючи Симфонічним оркестром Чаутаукуа (1989-2007) і одночасно Луїсвіллським оркестром (1998-2004).